# Jiangdong

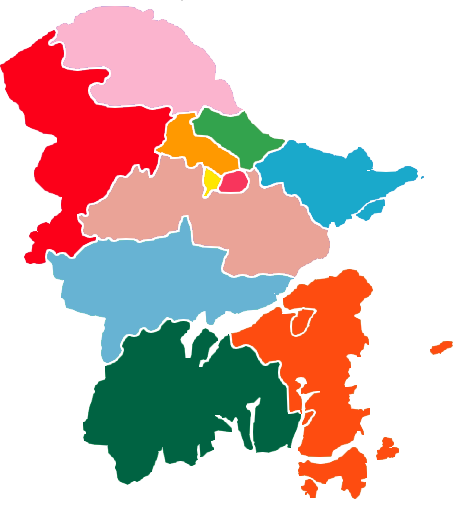
Lage des ehemaligen Stadtbezirks Jiangdong im Gebiet der Stadt Ningbo; die Karte zeigt die Situation vor der Gebietsreform 2016.

Der Stadtbezirk Jiangdong (chinesisch 江东区, Pinyin Jiāngdōng Qū) ist ein ehemaliger Stadtbezirk der Unterprovinzstadt Ningbo der ostchinesischen Provinz Zhejiang. Er hatte eine Gesamtfläche von 37,66 km² und zählt 252.100 Einwohner (2005).
Bei der Gebietsreform im Jahr 2016 wurde der Stadtbezirk aufgelöst und sein Gebiet dem Stadtbezirk Yinzhou zugeschlagen.

## Administrative Gliederung
Auf Gemeindeebene setzt sich der Stadtbezirk aus acht Straßenvierteln zusammen. 